# Галеты (французская кухня)
Гале́ты (от фр. galette — лепёшка, старофр. galet — валун, галька) — различные виды французских блюд, как правило выпеченных из теста и имеющих круглую плоскую форму.

## История
Предположительно французские галеты являются наследниками одного из древнейших видов выпечки — ещё во времена неолита древние люди измельчали злаки, формировали из них лепёшки и выпекали их на разогретых камнях.

## Разновидности
Во Франции галетами называется огромное количество разновидностей выпечки, очень отличающихся друг от друга по форме, компонентам и вкусам. В частности, французская кулинарная энциклопедия Larousse gastronomique выделяет следующие типы галет:

### Гречневая галета (кухня Верхней Бретани)
Представляет собой блин из гречневой или другой муки, с завёрнутой в него начинкой из ветчины, сыра, яйца, сосиски (на франц. яз. Galette-saucisse), жареных сардин и других продуктов.

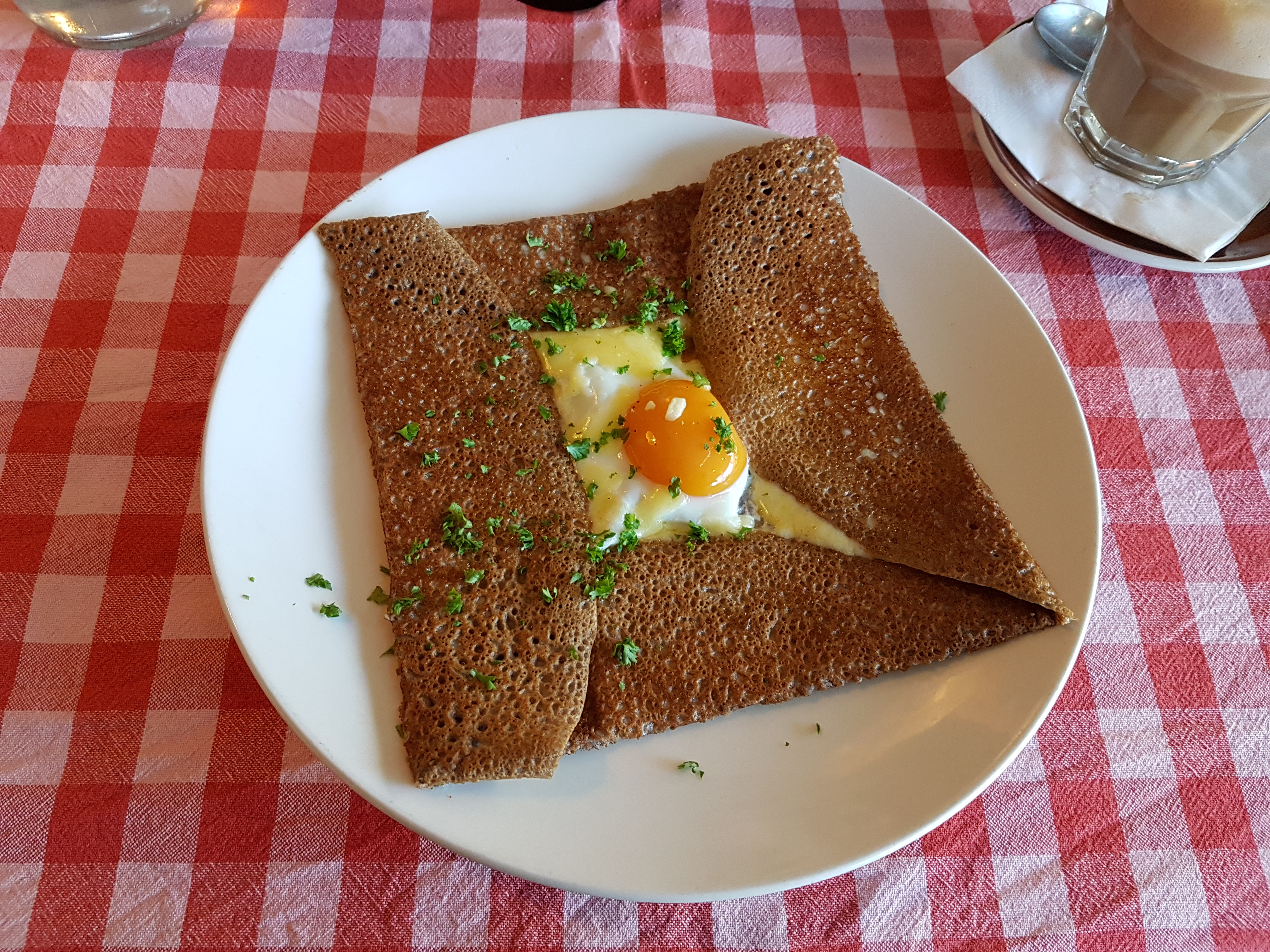
Гречневая галета с яйцом
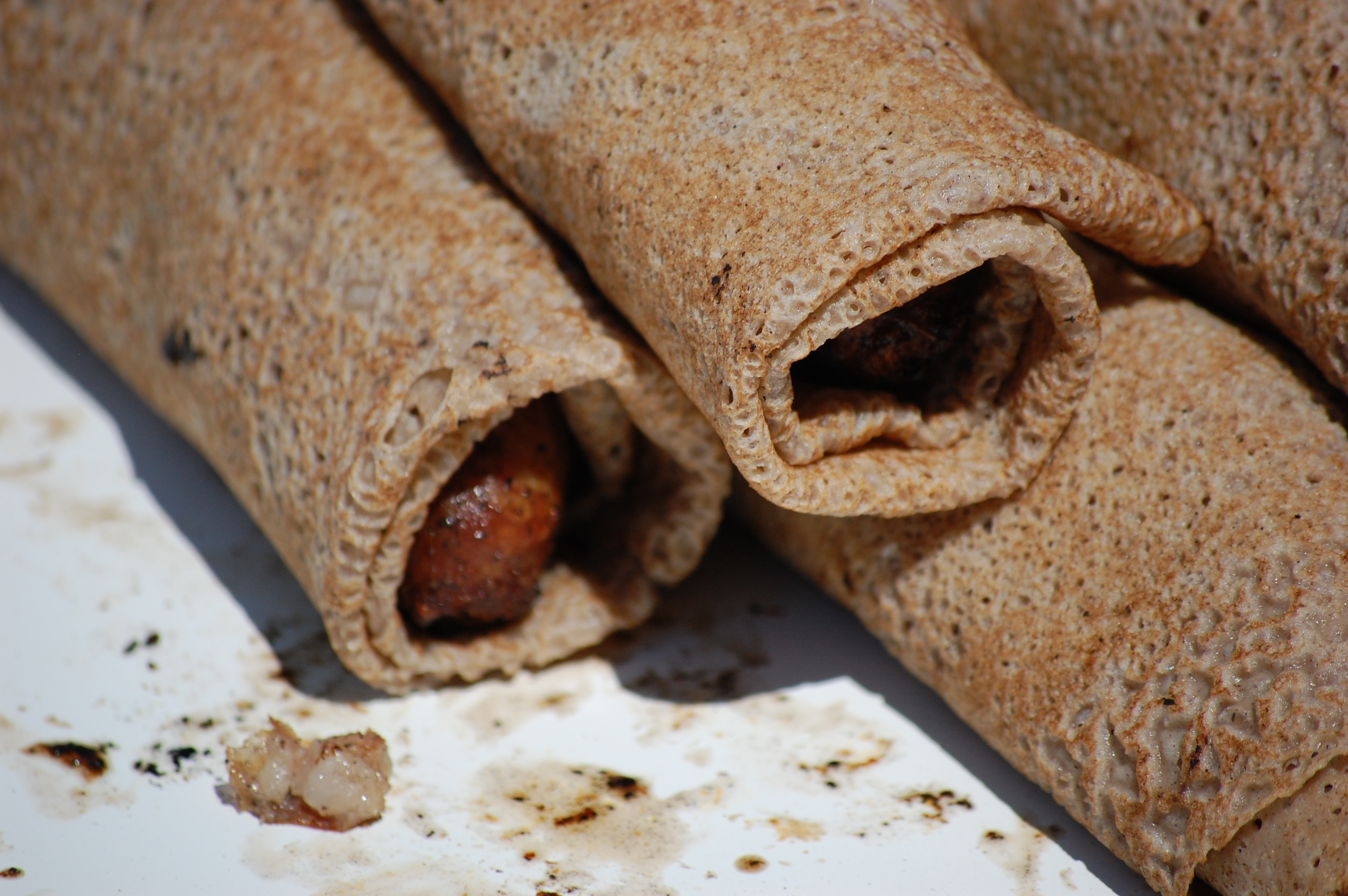
Гречневые галеты с сосисками
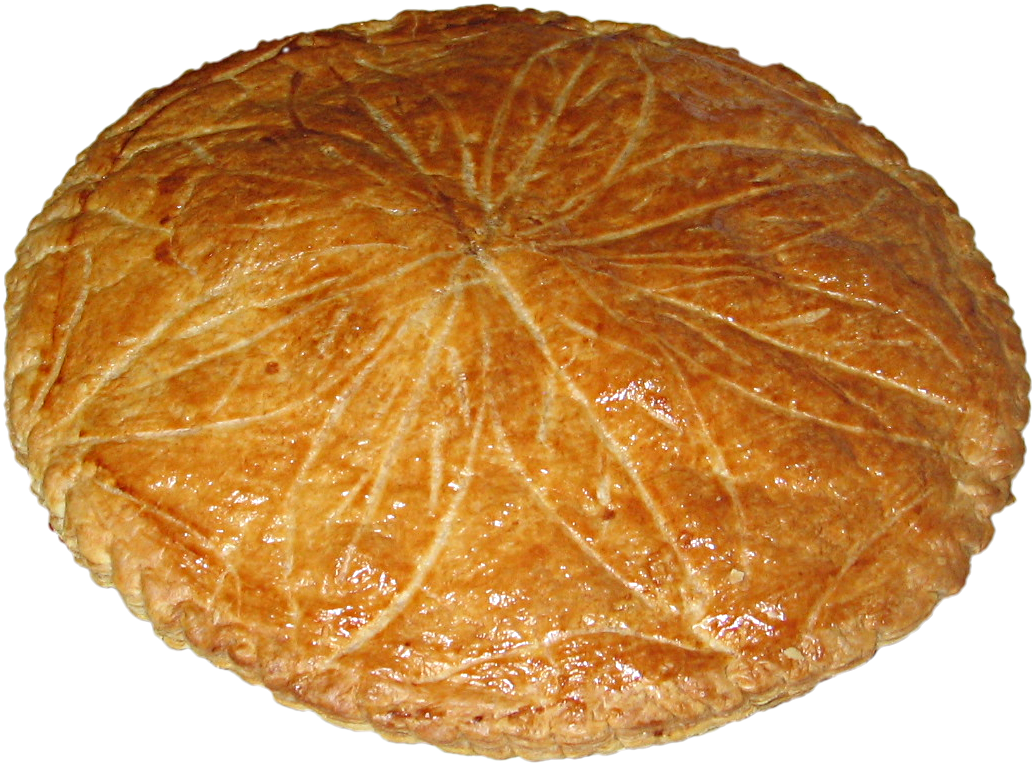
Королевская галета (пирог волхвов)
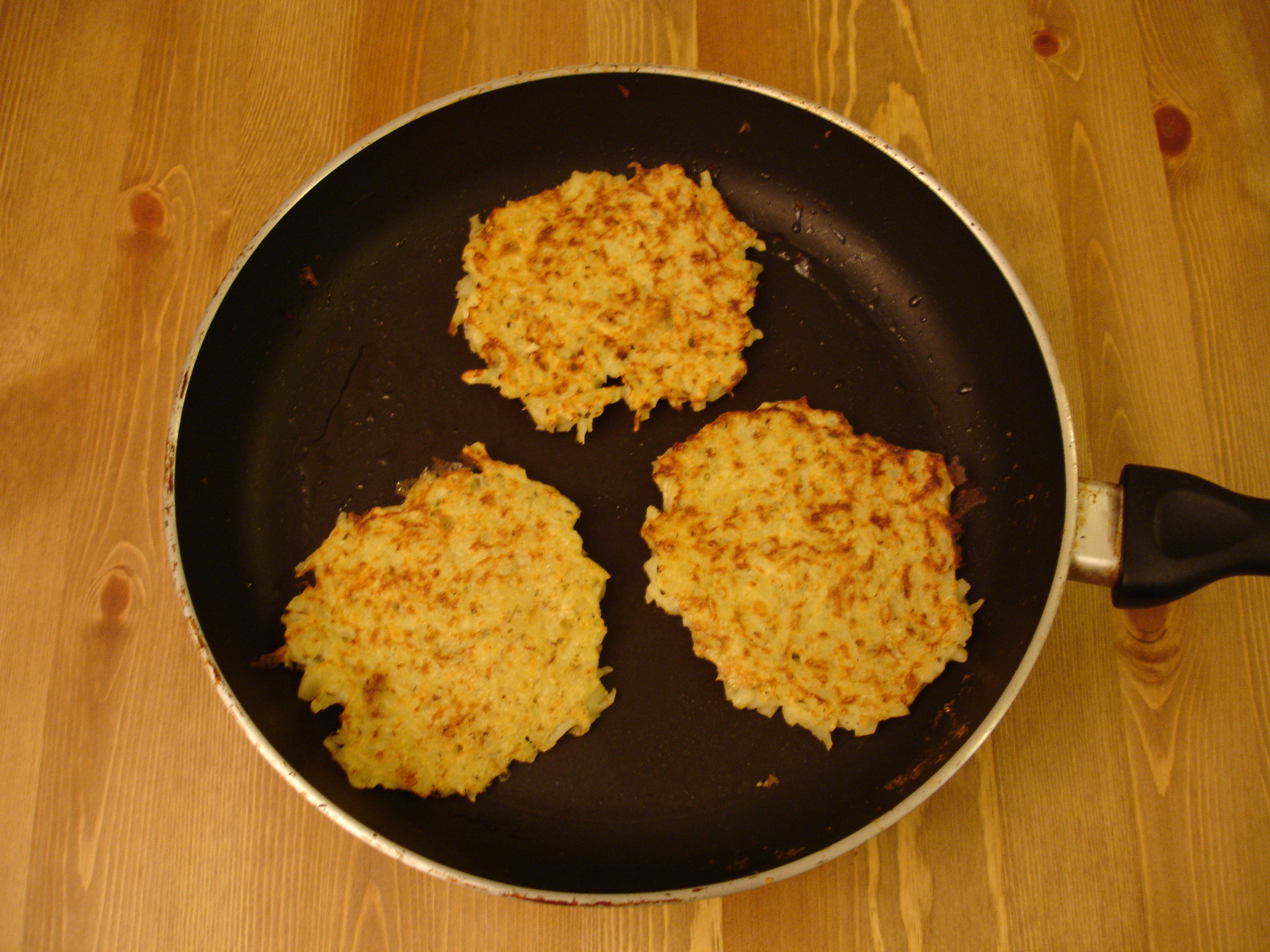
Картофельные галеты (оладьи)

### Королевская галета
Королевская галета (фр. galette des Rois), именуемая также пирогом волхвов, представляет собой плоский круглый пирог, который выпекается к католическому празднику Богоявления, отмечаемому во Франции 6 января и именуемому Jour des Rois — с фр. — «День волхвов» (дословно — «День Королей»). Внутрь пирога запекается сюрприз — в старые времена это была фигурка Иисуса, сейчас — любая фигурка, монета и так далее. Пирог режется на равные куски по числу людей за столом. Тот, кому достаётся сюрприз, именуется «королём». Традиция происходит от древнего языческого праздника сатурналий. Тесто для королевской галеты готовится обычно из пшеничной муки, однако существует большое количество рецептов этого блюда: для вкуса может использоваться ром, жидкая ваниль, различные ароматизаторы.

### Картофельная галета
Картофельная галета (фр. galette de pommes de terre) представляет собой небольшие картофельные оладьи толщиной около 4 см. Они выпекаются в печи или духовке из теста, смешанного с отварным картофелем. Они подаются в холодном или слегка тёплом виде.

### Бретонская галета
Бретонская галета (фр. Galette bretonne) — разновидность печенья сабле.

### Маленькие апельсиновые галеты
Маленькие апельсиновые галеты (фр. petites galettes orangines) представляют собой небольшие печенья из пшеничной муки с яблочными желтками, сахаром и цедрой апельсина.

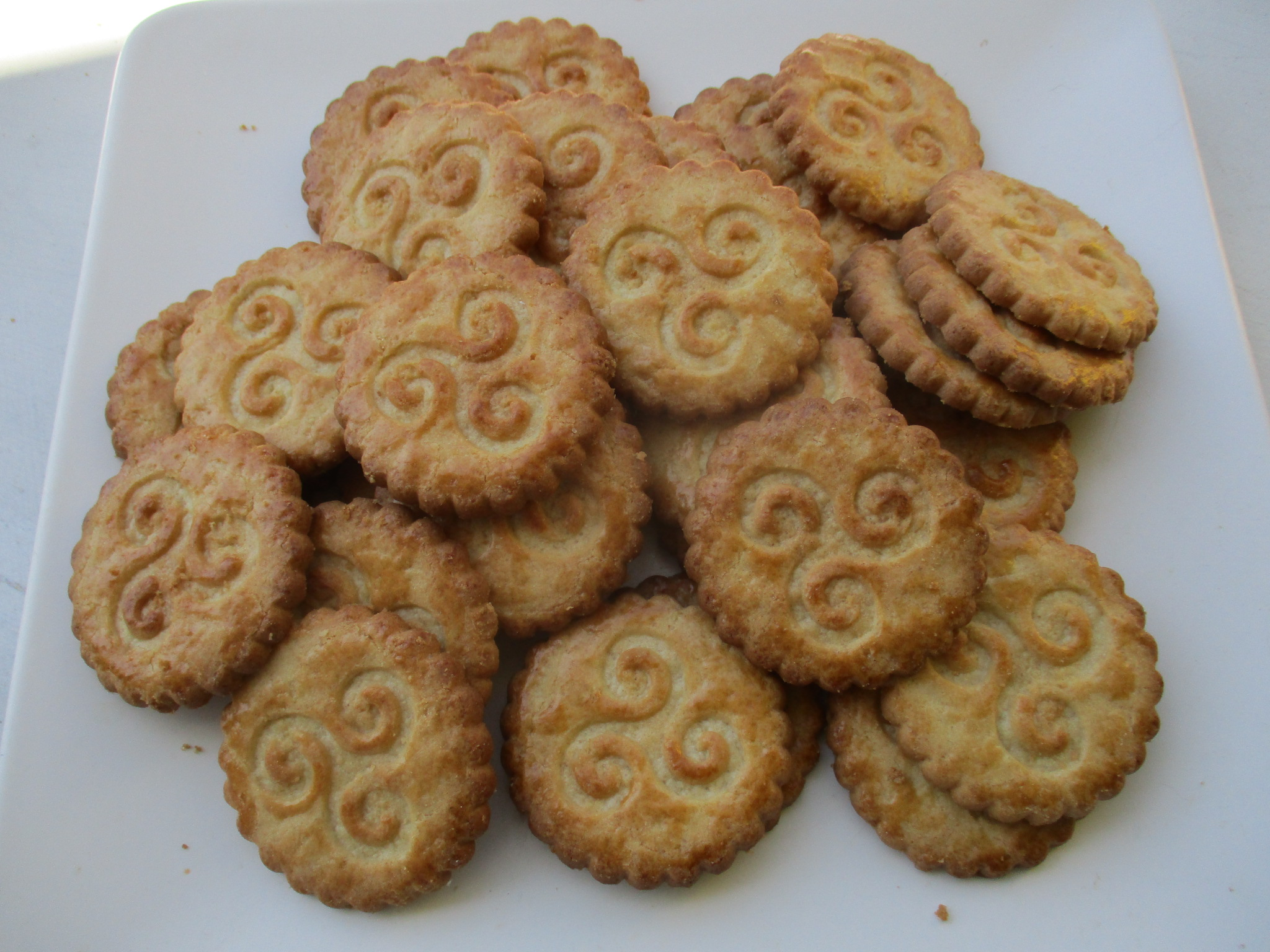
Бретонские галеты
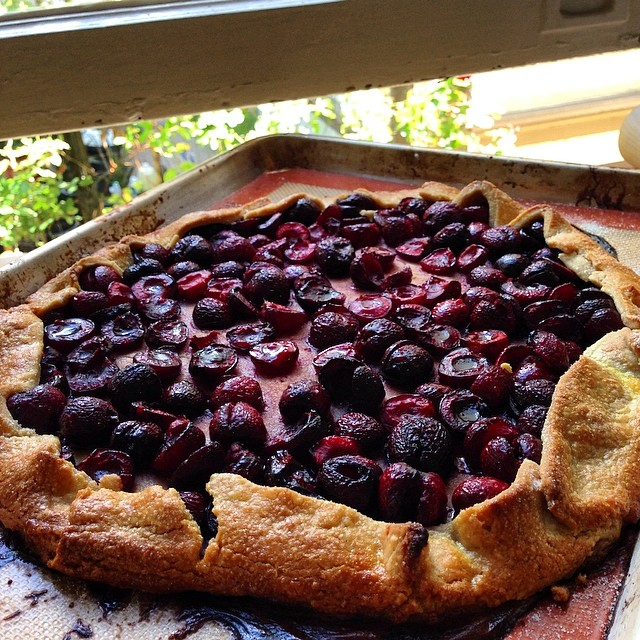
Галета с вишней

### Фруктовый пирог-галета
Открытый пирог с фруктовой начинкой, например с яблоками или вишней.

### Свинцовая галета
Свинцовая галета (фр. galette de plomb) представляет собой небольшие сладковатые изделия, толщиной 2—3 см, выпекаемые из пшеничной муки с добавлением сахара, сливочного масла и яйца. Они подаются в холодном или тепловатом виде.

### Галета из лапши
Французский повар и ресторатор Поль Бокюз (1926—2018) в своей книге «Библия французской кухни» приводит рецепт галеты из лапши (фр. galette de nouille), сваренной и запечённой с яйцом, сливками и сливочным маслом.